# Nyírtass
Nyírtass là một thị trấn thuộc hạt Szabolcs-Szatmár-Bereg, Hungary. Thị trấn này có diện tích 37,95 km², dân số năm 2010 là 1987 người, mật độ 52 người/km².